# The Phantom (film)
The Phantom is een actie/avonturenfilm uit 1996, gebaseerd op de The Phantom strips van Lee Falk. De film werd geregisseerd door Simon Wincer. De hoofdrol werd gespeeld door Billy Zane.
De film is qua verhaal losjes gebaseerd op de eerste twee Phantom strips, "The Singh Brotherhood" en "The Sky Band".

## Verhaal
De legende van The Phantom begint wanneer een jongen als enige een piratenaanval overleeft en aanspoelt op de kust van een mysterieus eiland genaamd Bengalla. Hij zweert dat hij zijn leven zal wijden aan de vernietiging van piraterij, hebzucht, wreedheid en onrechtvaardigheid in welke vorm dan ook. Wanneer hij volwassen is neemt hij de identiteit aan van The Phantom, een gemaskerde misdaadbevechter. Vanaf dat moment wordt de rol van de Phantom doorgegeven van vader op zoon. Aangezien dit feit geheim wordt gehouden denken de meeste mensen dat er slechts een, onsterfelijke Phantom is. Dit levert hem de bijnamen "The Ghost Who Walks" en "The Man Who Never Dies" op.
De film vertelt verder het verhaal van Kit Walker, de 21e Phantom. Hij neemt het op tegen de rijke Xander Drax, die op het spoor is van de drie Schedels van Touganda. Als hij ze alle drie kan verzamelen, zal dit hem een krachtig wapen bezorgen waarmee hij de wereld kan overnemen.
Terwijl Kit ook op de schedels jaagt, ontmoet hij zijn oude vriendin Diana Palmer, die een grote hulp voor hem blijkt te zijn. De zoektocht wordt echter nog gecompliceerder wanneer Kit ontdekt dat een van Drax’ helpers, Quill, de moordenaar is van zijn vader.

## Rolverdeling
| Acteur               | Personage             |
| -------------------- | --------------------- |
| Billy Zane           | Phantom/Kit Walker    |
| Kristy Swanson       | Diana Palmer          |
| Treat Williams       | Xander Drax           |
| Catherine Zeta-Jones | Sala                  |
| James Remar          | Quill                 |
| Cary-Hiroyuki Tagawa | The Great Kabai Sengh |
| Bill Smitrovich      | Dave Palmer           |
| Casey Siemaszko      | Morgan                |
| David Proval         | Charlie Zeprho        |
| Samantha Eggar       | Lili Palmer           |

## Achtergrond
De film is losjes gebaseerd op Lee Falks eerste twee Phantom verhalen getiteld The Singh Brotherhood en The Sky Band. Cary-Hiroyuki Tagawa speelt in de film Kabai Sengh, de leider van de Sengh Brotherhood (de naam Singh werd in de film veranderd naar Seng) en Catherine Zeta-Jones speelt Sala, de leider van de Sky Band (een groep vrouwelijke luchtpiraten).
Oorspronkelijk zou Joe Dante de film gaan regisseren. Hij ontwikkelde samen met Jeffrey Boam een voorlopig script voor de film. Echter, toen Paramount Pictures de film een jaar uitstelde, verliet Dante het project voor andere bezigheden. Simon Wincer verving hem als regisseur. Dante werd wel een van de uitvoerende producenten.
Billy Zane trainde een jaar lang hard om de rol van Phantom te spelen. Een kostuum met nepspieren gelijk aan dat in de film Batman werd gemaakt, maar tegen de tijd dat de opnames begonnen had Billy deze nepspieren niet meer nodig. Zane had voor de rol concurrentie van Bruce Campbell en Kevin Smith.
De film werd opgenomen in Australië en Los Angeles, en had een budget van 40 miljoen dollar.
Veel scènes over de relatie tussen Phantom/Kit Walker en Diana Palmer werden uit de film geknipt om het verhaal sneller te laten lopen en meer tijd te maken voor de gevechtsscènes. Een scène waar de Phantom vecht met een leeuw en een slang werden ook geschrapt.
De film onderging hetzelfde lot als de vrijwel tegelijk tijdig uitgebrachte films The Shadow en The Rocketeer, en kreeg vooral negatieve reacties. Ondanks het floppen van de film zijn er plannen voor een nieuwe Phantom film getiteld The Ghost Who walks.
Een roman over de film werd geschreven door Rob MacGregor, auteur van veel Indiana Jones romans.

## Prijzen/nominaties
The Phantom won twee prijzen:
- De “Cinematographer of the Year” award voor David Burr
- Een Golden Tripod

## Trivia
- De Palmers butler heet in de film Falkmoore. Deze naam is afgeleid van Lee Falk, de bedenker van The Phantom, en Ra Moore, de tekenaar van de originele Phantom strips.
- Hugh Hefner, de bedenker van het Playboy tijdschrift en een fan van de Phantom strips, liet de filmmakers zijn Playboy Landhuis gebruiken als huis voor de Palmer familie.